# Tour de France de 1925
O Tour de France 1925, foi a décima nona versão da competição realizada entre os dias 21 de junho e 19 de julho de 1925.
Foi percorrida a distância de 5.430 km, sendo a prova dividida em 18 etapas. O vencedor alcançou uma velocidade média de 24,82 km/h.
Participaram desta competição 130 ciclistas, chegaram em Paris 49 ciclistas.

## Resultados

### Classificação geral

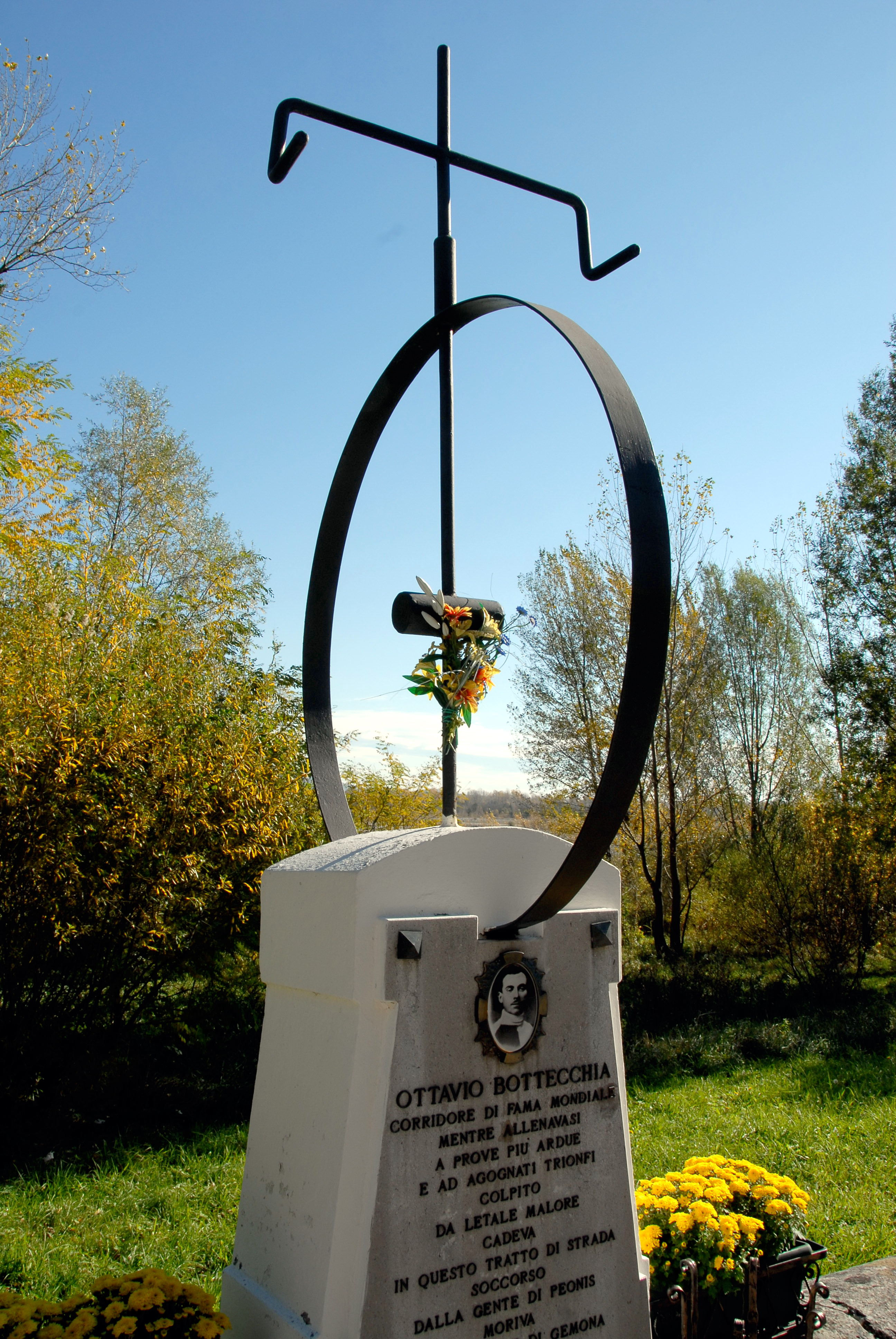
Monumento em homenagem a Ottavio Bottecchia
Via Bottecchia, Trasaghis, Província de Udine, Itália.

| Posição | Nome               | País       | Tempo velocidade média    |
| ------- | ------------------ | ---------- | ------------------------- |
| 1       | Ottavio Bottecchia | Itália     | 219h 10' 18" (24.82 km/h) |
| 2       | Lucien Buysse      | Bélgica    | 54' 20"                   |
| 3       | Bartolomeo Aimo    | Itália     | 56' 37"                   |
| 4       | Nicolas Frantz     | Luxemburgo | 1h 11' 24"                |
| 5       | Albert Dejonghe    | Bélgica    | 1h 27' 42"                |
| 6       | Théophile Beeckman | Bélgica    | 2h 24' 34"                |
| 7       | Omer Huyse         | Bélgica    | 2h 33' 38"                |
| 8       | Auguste Verdyck    | Bélgica    | 2h 44' 36"                |
| 9       | Félix Sellier      | Bélgica    | 2h 45' 59"                |
| 10      | Federico Gay       | Itália     | 4h 06' 03"                |

### Etapas
| Etapa | Data        | Percurso                        | km  | Vencedor da etapa  | Líder classificação geral |
| 1ª    | 21 de junho | Paris - Le Havre                | 340 | Ottavio Bottecchia | Ottavio Bottecchia        |
| 2ª    | 23 de junho | Le Havre - Cherburgo            | 371 | Romain Bellenger   | Ottavio Bottecchia        |
| 3ª    | 25 de junho | Cherburgo - Brest               | 405 | Louis Mottiat      | Adelin Benoît             |
| 4ª    | 26 de junho | Brest - Vannes                  | 208 | Nicolas Frantz     | Adelin Benoît             |
| 5ª    | 27 de junho | Vannes - Les Sables d'Olonne    | 204 | Nicolas Frantz     | Adelin Benoît             |
| 6ª    | 28 de junho | Les Sables d'Olonne - Bourdeaux | 293 | Ottavio Bottecchia | Adelin Benoît             |
| 7ª    | 30 de junho | Bourdeaux - Baiona              | 189 | Ottavio Bottecchia | Ottavio Bottecchia        |
| 8ª    | 1 de julho  | Baiona - Luchon                 | 326 | Adelin Benoît      | Adelin Benoît             |
| 9ª    | 3 de julho  | Luchon - Perpignan              | 323 | Nicolas Frantz     | Ottavio Bottecchia        |
| 10ª   | 5 de julho  | Perpignan - Nimes               | 215 | Theophile Beeckman | Ottavio Bottecchia        |
| 11ª   | 6 de julho  | Nimes - Toulon                  | 215 | Lucien Buysse      | Ottavio Bottecchia        |
| 12ª   | 7 de julho  | Toulon - Nice                   | 280 | Lucien Buysse      | Ottavio Bottecchia        |
| 13ª   | 9 de julho  | Nice - Briançon                 | 275 | Bartoloméo Aymo    | Ottavio Bottecchia        |
| 14ª   | 11 de julho | Briançon - Évian-les-Bains      | 303 | Hector Martin      | Ottavio Bottecchia        |
| 15ª   | 13 de julho | Évian-les-Bains - Mulhouse      | 373 | Nicolas Frantz     | Ottavio Bottecchia        |
| 16ª   | 15 de julho | Mulhouse - Metz                 | 334 | Hector Martin      | Ottavio Bottecchia        |
| 17ª   | 17 de julho | Metz - Dunkerque                | 433 | Hector Martin      | Ottavio Bottecchia        |
| 18ª   | 19 de julho | Dunkerque - Paris               | 343 | Ottavio Bottecchia | Ottavio Bottecchia        |

CR = Contra-relógio individual
CRE = Contra-relógio por equipes